# Nasielsk (gmina)
Pour les articles homonymes, voir Nasielsk (homonymie).
Nasielsk est une gmina urbaine-rurale (gmina miejsko-wiejska) ou mixte de la powiat de Nowy Dwór Mazowiecki, dans la Voïvodie de Mazovie, dans le centre-est de la Pologne.
Son siège administratif (chef-lieu) est la ville de Nasielsk, qui se situe environ 21 kilomètres au nord-est de Nowy Dwór Mazowiecki (siège de la powiat) et 45 kilomètres au nord de Varsovie (capitale de la Pologne).
La gmina couvre une superficie de 202,47 km2 pour une population de 19 259 habitants en 2006 avec une population de 7 364 habitants pour la ville de Nasielsk et une population de la partie rurale de la gmina de 11 895 habitants.

## Histoire
De 1975 à 1998, la gmina est attachée administrativement à la voïvodie de Ciechanów.

Depuis 1999, elle fait partie de la voïvodie de Mazovie.

## Géographie
Outre la ville de Nasielsk, la gmina inclut les villages et localités de :

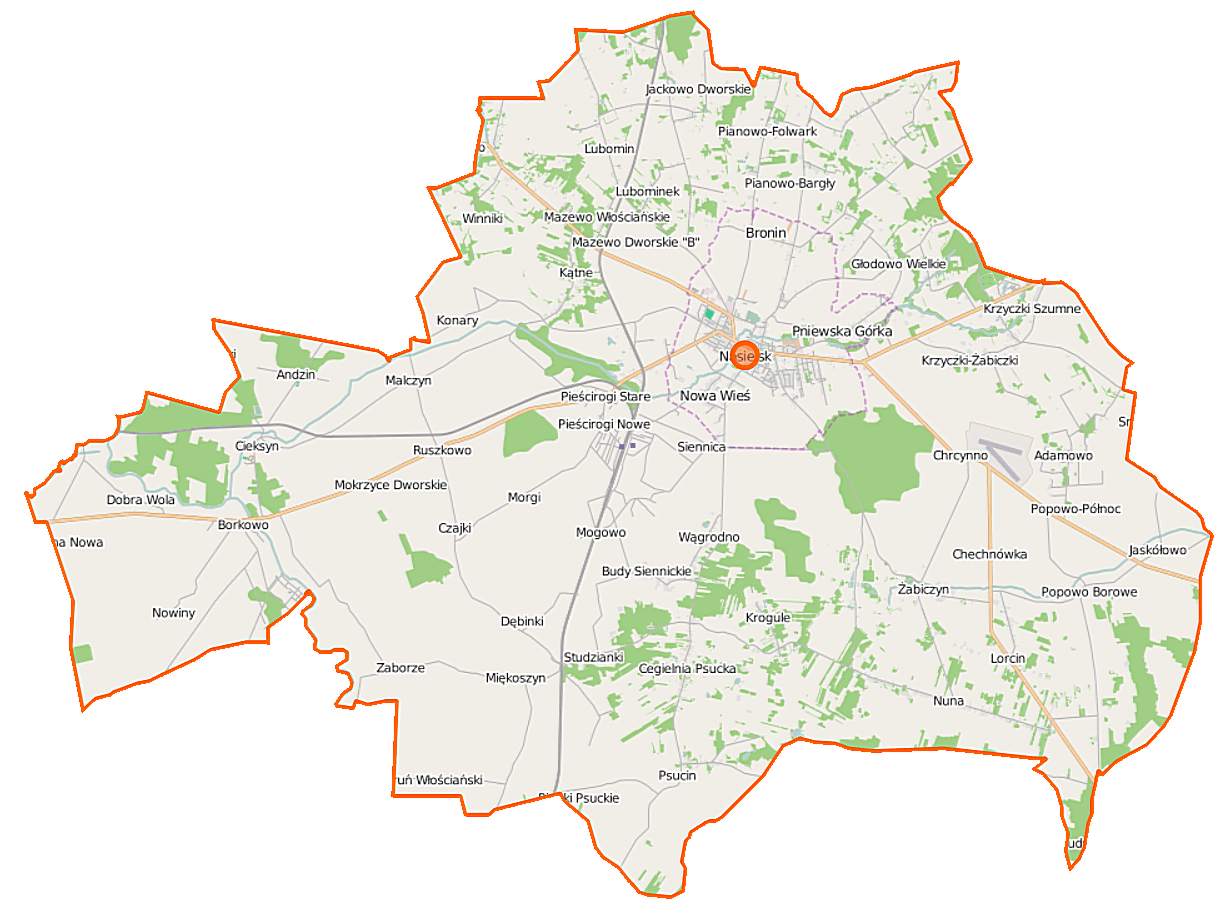
Plan de la gmina

- Aleksandrowo
- Andzin
- Borkowo
- Broninek
- Budy Siennickie
- Cegielnia Psucka
- Chechnówka
- Chlebiotki
- Chrcynno
- Cieksyn
- Czajki
- Dąbrowa
- Dębinki
- Dobra Wola
- Głodowo Wielkie
- Jackowo Dworskie
- Jackowo Włościańskie
- Jaskółowo
- Kątne
- Kędzierzawice
- Konary
- Kosewo
- Krogule
- Krzyczki Szumne
- Krzyczki-Pieniążki
- Krzyczki-Żabiczki
- Lelewo
- Lorcin
- Lubomin
- Lubominek
- Malczyn
- Mazewo Dworskie A
- Mazewo Dworskie B
- Mazewo Włościańskie
- Miękoszyn
- Miękoszynek
- Młodzianowo
- Mogowo
- Mokrzyce Dworskie
- Mokrzyce Włościańskie
- Morgi
- Nowa Wieś
- Nowa Wrona
- Nowe Pieścirogi
- Nowiny
- Nuna
- Paulinowo
- Pianowo-Bargły
- Pianowo-Daczki
- Pniewo
- Pniewska Górka
- Popowo Borowe
- Popowo-Północ
- Popowo-Południe
- Psucin
- Ruszkowo
- Siennica
- Słustowo
- Stare Pieścirogi
- Studzianki
- Toruń Dworski
- Toruń Włościański
- Wągrodno
- Wiktorowo
- Winniki
- Żabiczyn
- Zaborze

### Gminy voisines
La gmina de Nasielsk est voisine des gminy suivantes :
- Joniec
- Nowe Miasto
- Pomiechówek
- Serock
- Świercze
- Winnica
- Zakroczym

## Structure du terrain
D'après les données de 2005, la superficie de la commune de Nasielsk est de 202,47 km2, répartis comme tel :
- terres agricoles : 82 %
- forêts : 11,7 %

La commune représente 29,62 % de la superficie du powiat.

## Démographie
Données du 31 mars 2013 :
| Description        | Total  | Total | Femmes | Femmes | Hommes | Hommes |
| ------------------ | ------ | ----- | ------ | ------ | ------ | ------ |
| Unité              | Nombre | %     | Nombre | %      | Nombre | %      |
| Population         | 19 787 | 100   | 9 960  | 50,3   | 9 827  | 49,7   |
| Densité (hab./km²) | 96,2   | 96,2  | 48,4   | 48,4   | 47,8   | 47,8   |